# Soziale Sicherheit (Zeitschrift)
Die Soziale Sicherheit, im Jahr 1948 gegründet, ist die Fachzeitschrift der österreichischen Sozialversicherungen. Sie wird vom Dachverband der Sozialversicherungsträger im Rahmen seiner gesetzlichen Aufgaben herausgegeben und wird in Fachpublikationen oft als „SozSi“ oder „SoSi“ bezeichnet. 
Inhaltlich beschäftigt sich die Soziale Sicherheit mit relevanten Themen der Kranken-, Unfall- und Pensionsversicherung unter Berücksichtigung der internationalen Entwicklung des Sozialrechts, sowie der rechts- und sozialpolitischen Diskussion im Bereich der Gesetzgebung, der Gesundheitspolitik, der legistischen und finanziellen Aspekte der Pensionsentwicklung, der Gesundheitsökonomie und der technologischen Standards im Informations- und Controllingsektor.
Die Soziale Sicherheit erscheint seit dem Jahr 2021 quartalsweise. Drei der vier Ausgaben widmen sich abwechselnd thematischen Schwerpunkten aus den Bereichen Kranken-, Unfall- und Pensionsversicherung. Die Sommerausgabe beschäftigt sich mit generellen Themen der Sozialversicherung und wird für das internationale Publikum auch ins Englische übersetzt. Alle Ausgaben enthalten zudem die Ressorts „Neues aus Brüssel“ und „Health System Watch“ mit Informationen über aktuelle Entwicklungen und Geschehnisse auf europäischer Ebene bzw. berichten über neue wissenschaftliche Erkenntnisse rund um das Gesundheitswesen.
Die Jahrgänge ab 1948 sind gesammelt auf der Website der Österreichischen Nationalbibliothek einsehbar. Die für die juristische Arbeit relevanten Beiträge der Sozialen Sicherheit sind auch über die RDB-Datenbank des Manz-Verlages kostenpflichtig online abrufbar. Kurze Zusammenfassungen ausgewählter Beiträge aus dem Archiv der Sozialen Sicherheit finden sich auf der Website des Dachverbandes der Sozialversicherungsträger.
Die Zeitschrift ist unter der ISSN 0038-6065 und der ZDB-ID 2701980-9 dokumentiert.